# ÖBB 4744
De serie 4725, 4744 en 4746 is een driedelig elektrisch treinstel van het Siemens type Desiro Main Line (Desiro ML), een zogenaamde lichtgewichttrein met lagevloerdeel voor het regionaal personenvervoer van de Oostenrijkse spoorwegmaatschappij Österreichische Bundesbahnen (ÖBB).

## Geschiedenis
Het treinstel werd door Siemens ontwikkeld uit de Desiro MainLine (Baureihe 460) bestemd voor trans regio. In april 2010 maakte de Österreichische Bundesbahnen (OBB) bekend dat Siemens Mobility 200 treinstellen van het type 4025 te gaan bouwen.
Op 5 december 2012 werd bekend dat ÖBB-Aufsichtsrat de order voor de bouw heeft gestopt. Het was de bedoeling dat in januari 2013 de productie zou beginnen. Op 30 januari 2013 werd bekend dat ÖBB-Aufsichtsrat een order heeft geplaatst voor de bouw van 70 treinstellen (serie 4744) voor het Regionalverkehr in Nieder- und Oberösterreich en in de Steiermark en 30 treinstellen (serie 4746) voor de S-Bahn Wenen. Met deze order kost ongeveer 550 miljoen euro.

## Constructie en techniek
De Desiro Main Line is modulair opgebouwd uit een aluminium frame met een frontdeel van glasvezelversterkte kunststof. Alle rijtuigen hebben een lagevloerdeel. Het treinstel wordt elektrisch aangedreven. Het treinstel kan met twee tussenrijtuigen worden verlengd. De Desiro Main Line zijn uitgerust met een volautomatische Scharfenbergkoppeling.